# DrLupo
Benjamin Lupo (20 de marzo de 1987), conocido como DrLupo, es un streamer y Youtuber estadounidense, que juega Fortnite, Fall Guys, Among Us, Cyberpunk 2077, y Escape from Tarkov.

## Carrera
Lupo empezó su carrera en streaming jugando Destiny antes de que pasarse a los juegos Battle Royale como H1Z1. Su canal creció después de que empezase a jugar Fortnite. Él a menudo streameaba con Ninja, Myth y TimTheTatman.
El 20 de octubre de 2018, Lupo rompió el récord mundial de puntos con un vehículo con una puntuación de 49,256,200 después de usar el Quad en Fortnite.
En 2018, donó $600,000 para St. Jude Children's Research Hospital. En 2019,  puso un objetivo para donar al menos $2 millones para el hospital. Acabó batiendo su objetivo con $2.3 millones.
En diciembre de 2019, Lupo oficialmente firmó un trato exclusivo con Twitch.
Lupo empezó a jugar Escape form Tarkov en 2020. Describía el juego cuando "diferente de cualquier otro juego, pienso ahora mismo" y podría ser jugado en maneras múltiples. Dijo que el juego era "una bomba absoluta".
Lupo también juega Fall Guys y ha sido considerado por algunos para ser el mejor jugador del mundo.
Lupo también ha participado en streams de Among Us con personas como Alexandria Ocasio-Cortez, Ilhan Omar, y otros streamers como Pokimane, Diguised Toast, y Myth.